# Pro Patria et Libertate Sezione Calcio 1974-1975
Questa pagina raccoglie le informazioni riguardanti la Pro Patria et Libertate nelle competizioni ufficiali della stagione 1974-1975.

## Stagione
Alla terza stagione consecutiva tra i dilettanti, la Pro Patria nella stagione 1974-1975 riesce a risalire in Serie C, vincendo il girone B del campionato di Serie D con 50 punti in classifica, distanziando di cinque lunghezze il Cantù, terza la Milanese Libertas con 41 punti, quarta la Fanfulla di Lodi con 40 punti, quinta la Pergolettese di Crema con 38 punti.

## Rosa
| N. |                   | Ruolo | Calciatore            |
| -- | ----------------- | ----- | --------------------- |
|    | Italia (bandiera) | D     | Francesco Bartezzaghi |
|    | Italia (bandiera) | D     | Ermanno Berra         |
|    | Italia (bandiera) | A     | Cesare Biolchi        |
|    | Italia (bandiera) | C     | Arturo Bosani         |
|    | Italia (bandiera) | C     | Sergio Bosani         |
|    | Italia (bandiera) | A     | Roberto Bosco         |
|    | Italia (bandiera) | A     | Alessandro Brunini    |
|    | Italia (bandiera) | C     | Isidoro Brusadelli    |
|    | Italia (bandiera) | C     | Guglielmo Carminati   |

| N. |                   | Ruolo | Calciatore         |
| -- | ----------------- | ----- | ------------------ |
|    | Italia (bandiera) | P     | Fabio Cerantola    |
|    | Italia (bandiera) | C     | Alberto Cortesi    |
|    | Italia (bandiera) | D     | Pasquale Croci     |
|    | Italia (bandiera) | D     | Fabio Crugnola     |
|    | Italia (bandiera) | A     | Sergio Fornara     |
|    | Italia (bandiera) | C     | Emanuele Fortunato |
|    | Italia (bandiera) | D     | Ettore Frigerio    |
|    | Italia (bandiera) | D     | Giacomo Mela       |
|    | Italia (bandiera) | P     | Gianni Piaceri     |